# Azione del 19 agosto 1916
Con azione del 19 agosto 1916 si intende la serie di movimenti navali intrapresi dalla Kaiserliche Marine tedesca e dalla Royal Navy britannica il 19 agosto 1916 nelle acque del Mare del Nord, come parte dei più ampi eventi del Teatro del Mare del Nord della prima guerra mondiale.
Dopo il non decisivo esito della precedente battaglia dello Jutland, la Hochseeflotte tedesca dell'ammiraglio Reinhard Scheer riprese il mare nel tentativo di sorprendere uno scaglione isolato della flotta britannica e batterlo separatamente in condizioni di superiorità numerica; la sortita tedesca fu tuttavia rilevata dagli apparati d'intelligence britannici e l'intera Grand Fleet dell'ammiraglio John Jellicoe salpò per intercettare i tedeschi. Le due flotte arrivarono a poche decine di miglia di distanza, ma non vennero a contatto: informato dai suoi ricognitori, Scheer decise di evitare una nuova battaglia frontale e fece ritorno alla base. Entrambe le flotte ebbero a subire perdite in attacchi di sommergibili, cosa che convinse i rispettivi comandanti a essere ancora più prudenti in futuro e ad evitare altre uscite in mare con grosse flotte.

## Antefatti
Anche se gli eventi della battaglia dello Jutland del 31 maggio-1º giugno 1916 erano stati ufficialmente salutati da parte dell'alto comando della Marina tedesca come un successo, il comandante in capo della Hochseeflotte ammiraglio Reinhard Scheer riteneva importante organizzare il più presto possibile una nuova sortita della flotta da battaglia, al fine di mantenere alto il morale dei suoi gravemente martoriati equipaggi. Il piano ricalcava nei suoi fondamentali quello tentato alla fine di maggio e che aveva portato allo scontro dello Jutland: la squadra degli incrociatori da battaglia dell'ammiraglio Franz von Hipper avrebbe condotto il bombardamento di una città della costa orientale dell'Inghilterra, in questo caso Sunderland, mentre il resto della flotta rimaneva a incrociare nella zona per tendere un agguato alla squadra britannica che per prima sarebbe accorsa per fronteggiare le navi di Hipper, infliggendo così perdite al nemico senza rischiare un confronto diretto con il nucleo della Grand Fleet.
Solo due degli originari incrociatori da battaglia della squadra di Hipper erano ancora pienamente operativi dopo i fatti dello Jutland, e pertanto la formazione fu rimpolpata con l'aggiunta delle tre più veloci dreadnought a disposizione della flotta tedesca: la SMS Bayern, la SMS Markgraf e la SMS Grosser Kurfürst; il restante nucleo della Hochseeflotte, comprendente in particolare 16 navi da battaglia tipo dreadnought, si sarebbe mantenuto in supporto a una distanza di 20 miglia dietro Hipper. Tenendo a mente la lezione dello Jutland, ovvero la necessità di un efficiente servizio di ricognizione per evitare una comparsa inaspettata della flotta britannica, Scheer fece disporre quattro dirigibili zeppelin nel braccio di mare tra la Scozia e la Norvegia e altri quattro immediatamente davanti alla rotta delle navi tedesche; ventiquattro sommergibili tedeschi furono poi dispiegati al largo delle coste dell'Inghilterra orientale, nel Mare del Nord meridionale e davanti al Dogger Bank, sia con funzioni di avvistamento che per tendere agguati alle navi britanniche. La flotta tedesca lasciò quindi i suoi ormeggi nell'estuario dello Jade alle 21:00 del 18 agosto 1916
Informazioni sull'imminente raid della Hochseeflotte furono facilmente ottenute, anche prima che le navi salpassero, dai decrittatori della Room 40 dell'Ammiragliato britannico, da tempo in grado di decifrare le comunicazioni radio in codice dei tedeschi. Il comandante della flotta britannica ammiraglio John Jellicoe si trovava in quel momento in congedo e dovette essere richiamato con urgenza: imbarcatosi a Dundee sull'incrociatore leggero Royalist, Jellicoe raggiunse la sua flotta nelle prime ore del 19 agosto al largo della foce del fiume Tay. In sua assenza, l'ammiraglio Cecil Burney fece uscire in mare la Grand Fleet già nel pomeriggio del 18 agosto; il vice ammiraglio David Beatty condusse fuori dal Firth of Forth il suo squadrone di sei incrociatori da battaglia per andare a ricongiungersi al resto della flotta nella zona dei Long Forties, mentre la Harwich Force, con 5 incrociatori leggeri e 20 cacciatorpediniere agli ordini del commodoro Reginald Tyrwhitt, ricevette istruzione di prendere il mare unitamente a 25 sommergibili britannici per stazionare nelle zone che si riteneva sarebbero state attraversate dalla flotta tedesca. Gli incrociatori di Beatty, unitamente alle cinque navi da battaglia veloci del 5th Battle Squadron, furono posizionati 30 miglia avanti al corpo centrale della flotta per fungere da avanguardia.

## L'azione

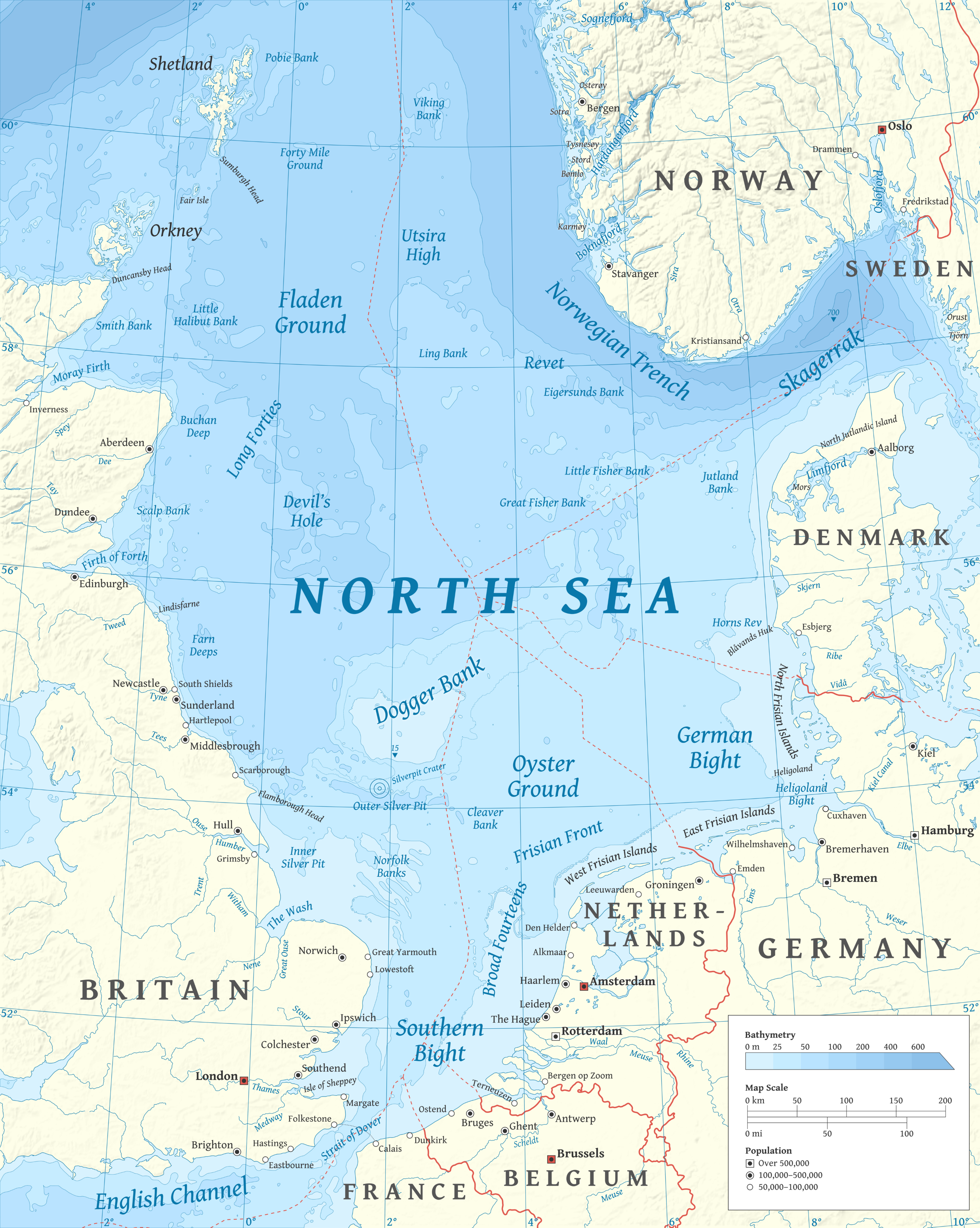
Carta del Mare del Nord

Mentre la Grand Fleet si andava assemblando per l'azione fu avvistata dal sommergibile tedesco U-52, che riuscì a portarsi all'attacco dello schermo di unità di scorta al largo di Flamborough Head: alle 06:00 del 19 agosto l'incrociatore leggero HMS Nottingham fu raggiunto e immobilizzato da due siluri del sommergibile tedesco, che poi finì la sua preda con un terzo siluro più tardi.
Alle 06:15 Jellicoe ricevette dall'Ammiragliato un rapporto secondo cui, un'ora prima, la flotta tedesca era stata segnalata 200 miglia a sud est della sua posizione; tuttavia, la perdita del Nottingham aveva spinto l'ammiraglio a piegare la rotta della flotta verso nord per evitare pericoli alle sue navi: durante l'attacco all'incrociatore non erano state scorte scie di siluri, e pertanto non era certo se la nave fosse caduta vittima di un sommergibile o piuttosto di un campo di mine navali non segnalato. Jellicoe non riprese la rotta verso sud-est fino alle 09:00, quando il vice ammiraglio William Goodenough, comandante degli incrociatori leggeri, confermò che il Nottingham era stato silurato da un sommergibile. Altre informazioni provenienti dall'Ammiragliato indicarono alle 14:00 che gli incrociatori d'avanguardia di Beatty si trovavano ormai a 40 miglia di distanza dalla flotta tedesca, e Jellicoe portò la flotta alla massima velocità; le condizioni meteorologiche erano buone, e vi era ancora molto tempo a disposizione per ingaggiare il nemico prima dell'arrivo del buio.
Contrariamente che allo Jutland, questa volta gli zeppelin tedeschi erano riusciti a portarsi in posizione per poter fornire a Scheer informazioni sui movimenti navali nemici. Uno zeppelin era stato in grado di individuare il nucleo della Grand Fleet di Jellicoe quando questo aveva piegato a nord per evitare il supposto campo minato che poteva aver causato l'affondamento del Nottingham, mentre più tardi il dirigibile L 13 individuò le navi della Harwich Force 75 miglia a nord est di Cromer, scambiando gli incrociatori leggeri del commodoro Tyrwhitt per delle navi da battaglia; contando su una notevole superiorità numerica rispetto al distaccamento britannico avvistato, alle 12:15 Scheer fece cambiare la rotta della Hochseeflotte e diresse verso sud-est, allontanandosi dalla Grand Fleet che si stava avvicinando da nord. Nessun altro rapporto fu ricevuto dagli zeppelin a proposito della posizione della Grand Fleet (Scheer rimase deluso dall'efficienza degli zeppelin come ricognitori: su otto dirigibili solo tre riportarono degli avvistamenti, e dei sette messaggi trasmessi da essi quattro erano errati), ma la flotta britannica tuttavia fu avvistata da un sommergibile tedesco a 65 miglia a nord della posizione di Scheer; le comunicazioni ricevute convinsero l'ammiraglio tedesco che una preponderante forza navale britannica si trovava molto vicina alla sua formazione, e alle 14:35 diede istruzione di invertire la rotta e rientrare alla base. Jellicoe ricevette la notizia che i tedeschi avevano interrotto la sortita alle 16:00, e decise anch'egli di rientrare alla base facendo rotta verso nord.

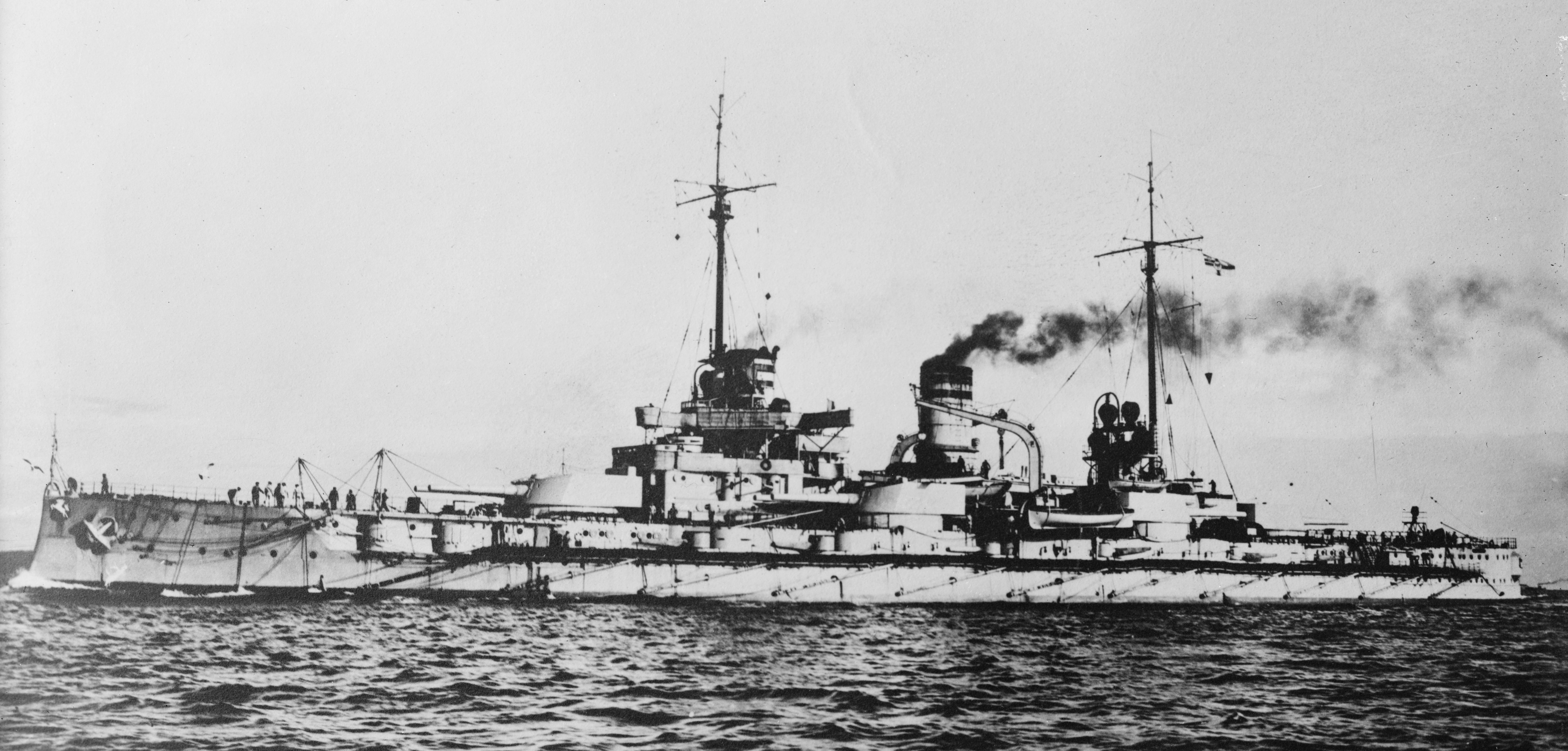
La nave da battaglia SMS Westfalen

Mentre la flotta britannica si disimpegnava, i sommergibili tedeschi tornarono all'attacco. Alle 16:52 l'incrociatore leggero HMS Falmouth, parte dello schermo di scorta alla squadra di Beatty, fu raggiunto da due siluri lanciati dal sommergibile U-66: la nave riuscì a rimanere a galla e tentò di rientrare in Inghilterra a velocità ridotta, ma nel corso della notte fu nuovamente silurata dal sommergibile U-52 per poi affondare davanti a Flamborough Head. Anche i tedeschi dovettero vedersela con la minaccia subacquea: alle 17:05 il sommergibile britannico E23 riuscì a colpire con un siluro la nave da battaglia SMS Westfalen al largo di Terschelling, ma la nave fu in grado di proseguire e rientrò in porto con le sue stesse forze.
Alle 17:45 la Harwick Force stabilì un contatto visivo con la flotta tedesca, ma era ancora troppo lontana per poter sferrare un attacco prima del sopraggiungere della notte e decise quindi di interrompere l'inseguimento, ponendo fine all'azione.

## Conseguenze
L'azione del 19 agosto 1916 fu l'ultima occasione in cui la Hochseeflotte tedesca si inoltrò così a ovest nel Mare del Nord da rischiare uno scontro con la Grand Fleet al completo: nonostante la sua determinazione a impegnare la Hochseeflotte in battaglia, Scheer si rese conto che difficilmente la flotta tedesca sarebbe uscita vittoriosa da un confronto diretto contro la sua equivalente britannica, e decise di puntare tutte le speranze della Germania per una vittoria in mare nella guerra sottomarina indiscriminata. Anche i britannici non erano più così propensi a cercare lo scontro con i tedeschi: il 13 settembre una conferenza dell'alto comando della Grand Fleet riunita per discutere dei recenti eventi giunse alla conclusione che non era più sicuro condurre operazioni con tutta la flotta a sud della latitudine 55,5° nord (approssimativamente all'altezza di Horns Rev e dove la battaglia dello Jutland era stata combattuta), tranne che in situazioni di emergenza come nel caso fosse salpata una flotta d'invasione tedesca diretta verso le coste inglesi.
Tra il 18 e il 19 ottobre 1916 Scheer condusse una nuova sortita nel Mare del Nord, e l'intelligence britannica diede l'allarme; la Grand Fleet si preparò a tendere un'imboscata ai tedeschi, rimanendo in porto ma con le navi pronte a salpare con un preavviso minimo, tuttavia i tedeschi abbandonarono la sortita dopo che l'incrociatore SMS München fu silurato dal sommergibile britannico E38 al largo del Dogger Bank: convinto di aver perso l'effetto sorpresa, Scheer fece rientrare la flotta alla base. Analoghe difficoltà furono sperimentate in novembre quando Scheer salpò con l'incrociatore da battaglia SMS Moltke e una divisione di dreadnought per andare in soccorso dei sommergibili U-20 e U-30 finiti incagliati lungo la costa occidentale della Danimarca: il sommergibile britannico J1 fu in grado di tendere un'imboscata alla flotta tedesca, silurando e danneggiando le navi da battaglia Grosser Kurfürst e Kronprinz. Queste azioni rafforzarono in entrambi gli schieramenti la convinzione che i rischi insiti in questo genere di operazioni non erano più giustificati dai risultati potenzialmente ottenibili: la paura di subire perdite in attacchi di sommergibili o per l'urto con mine portò all'abbandono delle azioni con l'intera flotta, e sul fronte del Mare del Nord le navi principali trascorsero il resto della guerra praticamente ferme in porto.